# Paryska Karta Nowej Europy
Paryska Karta Nowej Europy – dokument podpisany podczas konferencji na szczycie państw Konferencji Bezpieczeństwa i Współpracy w Europie, dnia 21 listopada 1990 w Paryżu (podpisany m.in. przez ówczesnego polskiego premiera – Tadeusza Mazowieckiego).
Ze względu na moment historyczny w którym odbywał się ten szczyt, stwierdzono zakończenie okresu konfrontacji i podziału w Europie oraz zapoczątkowanie nowej ery – demokracji, pokoju i jedności.
Dokument został utworzony w sześciu językach (angielski, francuski, hiszpański, niemiecki, rosyjski i włoski) i składa się z trzech części.

## Pierwsza część –Nowa Era Demokracji, Pokoju i Jedności
W pierwszej części, zatytułowanej „Nowa Era Demokracji, Pokoju i Jedności” potwierdzono znaczenie procesu Konferencji Bezpieczeństwa i Współpracy w Europie dla rozwoju pokojowych stosunków europejskich oraz demokratycznej ewolucji ustrojowej państw Europy. W tej części artykułu wskazano również idee, które powinny służyć trwałej demokratyzacji w państwach członkowskich. Są to:
- obszerny katalog praw człowieka i system gwarancji ich przestrzegania
- rządy prawa
- zasada wolnych i demokratycznych wyborów
- pluralizm polityczny
- niezależne i apolityczne sądownictwo

W tej części wychwalono idee wolności ekonomicznej i ochrony środowiska naturalnego. W Paryskiej Karcie Nowej Europy sygnatariusze kładą nacisk na uściślenie przyjaźni między państwami KBWE, wypracowanie metod zapobiegania konfliktom i pokojowe rozwiązywanie konfliktów i rozbrojenie.

## Druga część –Wytyczne na przyszłość
W drugiej części wymienione są głównie kierunki współpracy krajów KBWE w przyszłości. W ramach tzw. ludzkiego wymiaru KBWE wskazano głównie na konieczność wspierania rządów prawa, ochronę tożsamości mniejszości narodowych, praw i wolności osobistych i politycznych oraz konieczność istnienia ich efektywnych gwarancji. W tej części Karta określa działania jakie popiera w kwestiach bezpieczeństwa. Są to wysiłki podejmowane na rzecz rozbrojenia oraz rokowania w sprawie środków budowy zaufania i bezpieczeństwa. Potępiono tutaj wszelkie działania zagrażające bezpieczeństwu państwa i demokracji (np. działalność wywrotowa czy terrorystyczna). W odniesieniu do współpracy gospodarczej, sygnatariusze Karty, opowiadają się za wolnością gospodarczą, zwiększaniem wymiany handlowej, wspieraniem krajów dążących do utrwalenia gospodarki rynkowej. Jednocześnie wyrazili swoje poparcie dla działań zmierzającemu do skuteczniejszego rozwiązywania problemu bezrobocia. Ponadto w części tej za ważne uznano takie dziedziny, jak ochrona środowiska naturalnego, współdziałanie na rzecz rozwoju kulturowego i duchowego dziedzictwa, ochrona robotników-imigrantów i ich rodzin, współpraca w rejonie Morza Śródziemnego. Zwraca się też uwagę na wkład różnego rodzaju organizacji pozarządowych, religijnych i innych w realizację celów KBWE.

## Trzecia część –Nowe struktury i instytucje procesu KBWE
Postanowiono powołać Radę na szczeblu ministrów spraw zagranicznych (w ramach konsultacji politycznych podejmowane są decyzję na spotkaniach odbywających się przynajmniej raz w roku), Komitet Wysokich Przedstawicieli (organ przygotowujący spotkania Rady i realizujący podejmowane przez nią decyzje). Sekretariat z siedzibą w Pradze (wykonuje zadania administracyjne na rzecz Rady i Komitetu Wysokich Przedstawicieli), Centrum Zapobiegania Konfliktom – siedziba w Wiedniu oraz Biuro Wolnych Wyborów – siedziba w Warszawie (ułatwia wymianę informacji dotyczących wyborów w państwach uczestniczących w KBWE).